# Polystira tellea
Polystira tellea is een slakkensoort uit de familie van de Turridae. De wetenschappelijke naam van de soort is voor het eerst geldig gepubliceerd in 1889 door Dall.